# Pseudosempervivum
Pseudosempervivum là chi thực vật có hoa trong họ Cải.